# Yannick Lebherz
Yannick Lebherz (ur. 13 stycznia 1989 w Darmstadt) – niemiecki pływak, mistrz i wicemistrz Europy (basen 25 m).
Specjalizuje się w pływaniu stylem grzbietowym. Największym jego sukcesem jest złoty medal w mistrzostwach Europy na basenie 25-metrowym w Eindhoven w 2010 roku w na dystansie 200 m tym stylem.
Uczestnik igrzysk olimpijskich w Londynie (2012) na 400 m stylem zmiennym (11. miejsce) i na 200 m stylem grzbietowym (15. miejsce).
Jego ojciec Thomas również był pływakiem.